# Münchener Biennale
Die Münchener Biennale ist ein Musiktheaterfestival. Das Festival wurde 1988 von Hans Werner Henze gegründet, um dem jungen, experimentierfreudigen Musiktheater ein Forum zu geben. Der volle Titel lautet Münchener Biennale - Festival für neues Musiktheater.

## Geschichte

### Hans Werner Henze (1988–1994)
Die vom Kulturreferat der Landeshauptstadt München veranstaltete Münchener Biennale ist eines der weltweit führenden Uraufführungsfestivals für gegenwärtiges Musiktheater. Der Komponist Hans Werner Henze, der die Biennale 1988 gründete, verstand das Festival vor allem als Nachwuchsplattform für junge Komponierende. Sein Anliegen war es, dem Musiktheater ein neues Repertoire zu erschließen und damit eine Zukunft zu sichern. Uraufgeführt wurden Werke von u. a. Adriana Hölszky, Mark-Anthony Turnage, Jörg Widmann, Violeta Dinescu, Marco Stroppa, Werner Rosendorfer (Libretto zu "Der trojanische Friede", Regie, Bühnenbild und Kostüme: Bernd R. Bienert), sowie Tania León. Der damalige deutsche Bundespräsident Richard von Weizsäcker besuchte die Uraufführung der Oper von Werner Rosendorfer im deutschen Museum München.

### Peter Ruzicka (1996–2014)
Im Jahr 1996 übernahm der Komponist, Dirigent und ehemalige Intendant der Hamburgischen Staatsoper Peter Ruzicka die künstlerische Leitung der Biennale. Ruzicka, der jeder Festivalausgabe einen Leitgedanken voranstellte, vergab Kompositions- und Librettoaufträge an Moritz Eggert, Helmut Krausser, Toshio Hosokawa, Mauricio Sotelo, Chaya Chernowin, Durs Grünbein, Sarah Nemtsov, Enno Poppe, Mark Andre, Marcel Beyer, Klaus Lang (u. a.) und rückte auch multimediale Musiktheaterformen wie die Internetoper „Orpheus Kristall“ von Manfred Stahnke ins Blickfeld. Darüber hinaus erweiterte Ruzicka das Begleitprogramm des Festivals um zahlreiche Gesprächs- und Vermittlungsformate.

### Daniel Ott und Manos Tsangaris (2016–2024)
Mit Daniel Ott und Manos Tsangaris übernahm 2016 erstmals ein künstlerisches Leitungsteam die Intendanz der Biennale. Ihr programmatisches Konzept untersuchte Formen zeitgenössischen Komponierens und Inszenierens zu Beginn des 21. Jahrhunderts und fragte nach möglichen gesellschaftlichen Funktionen und Bedeutungen des Musiktheaters. So entwarf das aus Ott, Tsangaris sowie Marion Hirte und Malte Ubenauf (Dramaturgie) bestehende Leitungsteam für die einzelnen Festivalausgaben explizit thematische Suchfelder wie „Privatsache“ oder „Point of NEW Return“ und lud die mitwirkenden Künstler dazu ein, ihre Konzeptionen entlang der inhaltlichen Fragestellungen zu entwickeln. Im Rahmen der Biennalen ab 2016 (von denen sich die 2020er-Ausgabe wegen der Corona-Pandemie über mehr als ein Jahr erstreckte) entstanden Inszenierungen, Performances und Installationen auf Bühnen, in Ausstellungsräumen, Gewächshäusern, Volksbädern, im Öffentlichen Raum der Stadt, am Starnberger See sowie in Münchner Privatwohnungen. Die an diesen Orten uraufgeführten Musiktheaterwerke entstanden häufig in Koproduktion mit anderen Opernhäusern, Theatern und Festivals des deutschsprachigen und europäischen Raums und wurden von zumeist jungen internationalen Künstlern wie David Fennessy, Marco Štorman, Simon Steen-Andersen, Clara Iannotta, Du Yun/Novoflot, Meriel Price, Blanka Rádóczy, Eloain Lovis Hübner/The Navidsons/paranormal φeer group, Brigitta Muntendorf, Deville Cohen, Davide Carnevali, Stefan Prins, Yasutaki Inamori, Gerhild Steinbuch, Ondřej Adámek, Trond Reinholdtsen, Anja Hilling, Fabià Santcovsky, Christiane Pohle oder Mirko Borscht konzipiert. Diskursveranstaltungen, Symposien sowie der sogenannte „Salon des Wunderns und der Pflichten/Sichten“ begleiteten die Produktionen.

### Katrin Beck und Manuela Kerer (ab 2026)
Im Februar 2023 wurden die Komponistin Manuela Kerer und die Kulturmanagerin Katrin Beck zum neuen künstlerischen Leitungsteam der Münchener Biennale ab 2026 ernannt.

## Werke zeitgenössischen Musiktheaters
| Uraufführung  |                   | Komponisten                                                                                           | Titel                                                                                               | Libretto, Text, Buch, künstlerisches Team etc. |
| ------------- | ----------------- | --- | --------------------------------------------------------------------------------------------------- | --- |
| 28. Mai 1988  | UA                | Detlev Glanert                                                                                        | Leyla und Medjnun                                                                                   | Aras Ören und Peter Schneider, nach dem romantischen Epos Madschnūn Lailā von Nezāmi                                                                                  |
| 29. Mai 1988  | UA                | Karl Amadeus Hartmann                                                                                 | Fünf kleine Opern (1928/29)                                                                         | Erich Bormann |
| 3. Juni 1988  | UA                | Gerd Kühr                                                                                             | Stallerhof                                                                                          | Franz Xaver Kroetz, nach seinem Schauspiel Stallerhof |
| 4. Juni 1988  | UA                | Adriana Hölszky                                                                                       | Bremer Freiheit                                                                                     | Thomas Körner, nach dem Bühnenstück von Rainer Werner Fassbinder |
| 7. Juni 1988  | UA                | Andreas Lechner                                                                                       | Der letzte Milkaner. Ein Bauern-Requiem                                                             | Der Komponist und Librettist, mit der Musikgruppe "Guglhupfa" |
| 11. Juni 1988 | UA                | Max Beckschäfer                                                                                       | Der Trojanische Frieden                                                                             | Herbert Rosendorfer, nach dem griechischen Mythos, Regie: Bernd Roger Bienert, Bühne/Kostüme/Licht: Bernd R. Bienert                                                  |
| 16. Juni 1988 | UA                | Alessandro Sbordini                                                                                   | La Sirenetta                                                                                        | Libramente tratto da Andersen, H. G. Wells, Tomasi di Lampedusa |
| 17. Juni 1988 | UA                | Mark-Anthony Turnage                                                                                  | Greek                                                                                               | der Komponist und Jonathan Moore, nach dem Schauspiel von Steven Berkoff                                                                                              |
| 26. Apr. 1990 | UA                | András Hamary                                                                                         | Seid still                                                                                          | José Vera Morales, nach Tóték von István Örkény |
| 27. Apr. 1990 | UA                | Julian Yu                                                                                             | Die weiße Schlange (Figurentheater)                                                                 | Der Komponist nach einem chinesischen Märchen |
| 27. Apr. 1990 | UA                | David Lang                                                                                            | Judith und Holofernes (Figurentheater)                                                              | Der Komponist |
| 28. Apr. 1990 | UA                | Wolfgang von Schweinitz                                                                               | Patmos                                                                                              | D. E. Sattler, nach der Offenbarung des Johannes in der Übersetzung von Martin Luther                                                                                 |
| 29. Apr. 1990 | UA                | Paolo Arcà                                                                                            | Lucius, Asinus Aureus (Figurentheater)                                                              | Der Komponist nach Apuleio di Madaura |
| 29. Apr. 1990 | UA                | Moritz Eggert                                                                                         | Paul und Virginie (Figurentheater)                                                                  | Der Komponist nach dem Roman von Bernardin de Saint-Pierre |
| 2. Mai 1990   | UA                | Jörg Widmann                                                                                          | Absences                                                                                            | Michael Rothert, Burkhard Stauber, der Komponist |
| 6. Mai 1990   | UA                | Hans-Jürgen von Bose                                                                                  | 63: Dream Palace                                                                                    | Der Komponist, nach der Novelle von James Purdy |
| 10. Mai 1990  | UA                | Marco Stroppa                                                                                         | Träume vom Fliegen                                                                                  | |
| 11. Mai 1990  | UA                | Leroy Jenkins                                                                                         | The Mother of Three sons                                                                            | Ann T. Greene, nach dem gleichnamigen modernen afro-amerikanischen Märchen                                                                                            |
| 12. Mai 1990  | UA                | Betty Olivero                                                                                         | Hinter der Mauer (Figurentheater)                                                                   | Die Komponistin und Hadass Ophrat nach der Erzählung von Chaim Nachman Bialik                                                                                         |
| 12. Mai 1990  | UA                | Babette Koblenz, Hans-Christian von Dadelsen                                                          | Ikarus (Figurentheater)                                                                             | Amalia und Hadass Ophrat nach Gabriel García Márquez |
| 14. Mai 1990  | UA                | Michèle Reverdy                                                                                       | Le Précepteur                                                                                       | Hans-Ulrich Treichel, nach Der Hofmeister von Jakob Michael Reinhold Lenz                                                                                             |
| 29. Apr. 1992 | UA                | Jan Müller-Wieland                                                                                    | Das Gastspiel                                                                                       | Der Komponist nach Der Kammersänger von Frank Wedekind |
| 29. Apr. 1992 | UA                | Jorge Liderman                                                                                        | Antigona Furiosa                                                                                    | Der Komponist, nach dem Drama von Griselda Gambaro |
| 30. Apr. 1992 | UA                | Rupert Bawden                                                                                         | Le Livre de Fauvel                                                                                  | Der Komponist, basierend auf dem Roman Roman de Fauvel |
| 4. Mai 1992   | UA                | Florian Heigenhauser                                                                                  | Vorübergehend geschlossen (Figurentheater)                                                          | Susanne Forster frei nach Aristophanes |
| 4. Mai 1992   | UA                | Toshiro Saruya                                                                                        | Die Bergwerke zu Falun (Figurentheater)                                                             | Sigrid Maurice nach der Erzählung von E.T.A. Hoffmann |
| 6. Mai 1992   | UA                | Jorge Gustavo Mejía                                                                                   | Die Schildkröte und das Zauberlied (Figurentheater)                                                 | Heie Boles |
| 6. Mai 1992   | UA                | Fredrik Schwenk                                                                                       | Der geteilte Edelmann (Figurentheater)                                                              | Sabine Kranzow nach der Erzählung von Italo Calvino |
| 7. Mai 1992   | UA                | Violeta Dinescu                                                                                       | Eréndira                                                                                            | Monika Rothmaier, nach der Geschichte Die unglaubliche und traurige Geschichte von der einfältigen Eréndira und ihrer herzlosen Großmutter von Gabriel García Márquez |
| 8. Mai 1992   | UA                | Marti Epstein                                                                                         | Hero und Leander (Figurentheater)                                                                   | Wolfgang Jelend nach Des Meeres und der Liebe Wellen von Franz Grillparzer                                                                                            |
| 8. Mai 1992   | UA                | Susanne Erding Swiridoff                                                                              | Die wundersame Geschichte des Peter Schlemihl (Figurentheater)                                      | Claus-Michael Trapp nach der Erzählung von Adelbert von Chamisso |
| 16. Mai 1992  | UA                | Gerhard Stäbler                                                                                       | Sünde.Fall.Beil                                                                                     | Andreas Lechner, nach dem Drama Catherine Howard von Alexandre Dumas dem Älteren                                                                                      |
| 20. Mai 1992  | UA                | Peter Lieberson                                                                                       | King Gesar (konzertant)                                                                             | Douglas Penick nach The Superhuman Life of Gesar of Ling von Alexandra David Neel                                                                                     |
| 22. Mai 1992  | UA                | Param Vir                                                                                             | Broken Strings                                                                                      | David Rudkin, nach der Buddhistischen Legende Guttil Jatak |
| 22. Mai 1992  | UA                | Param Vir                                                                                             | Snatched by the Gods                                                                                | William Radice, nach dem Gedicht Debatar Gras von Rabindranath Thakur                                                                                                 |
| 27. Mai 1992  | UA                | Giorgio Battistelli                                                                                   | Teorema                                                                                             | Der Komponist, frei nach dem Film Teorema – Geometrie der Liebe von Pier Paolo Pasolini                                                                               |
| 30. Apr. 1994 | UA                | Tobias Kästle                                                                                         | Die vier Himmelsrichtungen (Figurentheater)                                                         | Mirtha Monge |
| 30. Apr. 1994 | UA                | Francesca Caccini, freie Bearbeitung von Ada Gentile                                                  | La liberazione di Ruggiero dall’isola d‘Alcina                                                      | Ferdinando Saracinelli |
| 1. Mai 1994   | UA                | Tania León                                                                                            | Scourge of Hyacinths                                                                                | Die Komponistin, nach dem Hörspiel von Wole Soyinka |
| 2. Mai 1994   | UA                | Lucia Ronchetti                                                                                       | Die Nase (Figurentheater)                                                                           | Sigrid Maurice nach der Erzählung von Nikolai Gogol |
| 2. Mai 1994   | UA                | Jörg Widmann                                                                                          | Stimmbruch (Figurentheater)                                                                         | Octavio di Leo |
| 5. Mai 1994   | UA                | Robert Zuidam                                                                                         | FREEZE                                                                                              | Der Komponist |
| 12. Mai 1994  | UA                | Paul Engel                                                                                            | Der blaue Stein                                                                                     | Christine von Knesebeck |
| 16. Mai 1994  | UA                | Osvaldo Golijov                                                                                       | November (Tanztheater)                                                                              | |
| 16. Mai 1994  | UA                | Elena Kats-Chernin                                                                                    | Coco's Last Collection (Tanztheater)                                                                | |
| 19. Mai 1994  | UA                | Benedict Mason                                                                                        | Playing Away                                                                                        | Howard Brenton |
| 20. Mai 1994  | UA                | Nikolai Korndorf                                                                                      | MR – Marina und Rainer                                                                              | Julij A. Lurje basierend auf dem Briefwechsel zwischen Marina Zwetajewa und Rainer Maria Rilke                                                                        |
| 7. Mai 1996   | UA                | Tan Dun                                                                                               | Marco Polo                                                                                          | Paul Griffiths |
| 9. Mai 1996   | UA                | Helmut Oehring                                                                                        | Das D'Amato System                                                                                  | Der Komponist |
| 4. Dez. 1996  | UA                | Michael Obst                                                                                          | Solaris                                                                                             | Der Komponist, nach dem Roman Solaris von Stanisław Lem |
| 9. Dez. 1996  | UA                | Hanna Kulenty                                                                                         | The Mother of Black-Winged Dreams                                                                   | Paul Goodwin |
| 8. Apr. 1997  | UA                | Moritz Eggert                                                                                         | Helle Nächte                                                                                        | Helmut Krausser, nach Geschichten aus Tausendundeiner Nacht und einem Kapitel aus Knut Hamsuns Mysterien                                                              |
| 14. Apr. 1997 | UA                | Roderick Watkins                                                                                      | The Juniper Tree                                                                                    | Patricia Debney, nach dem Märchen der Brüder Grimm |
| 19. Apr. 1998 | UA                | Toshio Hosokawa                                                                                       | Vision of Lear                                                                                      | Tadashi Suzuki, nach seinem Schauspiel The Tale of Lear |
| 21. Apr. 1998 | UA                | Sandeep Bhagwati                                                                                      | Ramanujan                                                                                           | Der Komponist, über das Leben des indischen Mathematikers S. Ramanujan (1887–1920)                                                                                    |
| 25. Apr. 1998 | UA                | Jan Müller-Wieland                                                                                    | Komödie ohne Titel                                                                                  | Der Komponist, nach Comedia sin título von Federico García Lorca |
| 16. Apr. 1999 | UA                | Babette Koblenz                                                                                       | Recherche. Über die Substanz der Zeit                                                               | Die Komponistin mit Hans-Christian Dadelsen |
| 19. Apr. 1999 | UA                | Mauricio Sotelo                                                                                       | De Amore                                                                                            | Peter Mussbach |
| 25. Apr. 1999 | UA                | Vladimir Tarnopolski                                                                                  | Wenn die Zeit über die Ufer tritt                                                                   | Ralph Günther Mohnnau |
| 4. Mai 2000   | UA                | Claus-Steffen Mahnkopf                                                                                | Angelus Novus                                                                                       | |
| 10. Mai 2000  | UA                | Chaya Czernowin                                                                                       | Pnima … ins Innere                                                                                  | Inspiriert durch den Roman Stichwort: Liebe von David Grossman |
| 18. Mai 2000  | UA                | Jörn Arnecke, Sascha Lemke, Nicki Marinic, Arvid Ong, Sean Reed, Sebastian Sprenger                   | Über Frauen über Grenzen                                                                            | Die Komponisten |
| 27. Apr. 2002 | UA                | André Werner                                                                                          | Marlowe: Der Jude von Malta                                                                         | Der Komponist, nach dem Schauspiel The Jew of Malta von Christopher Marlowe                                                                                           |
| 3. Mai 2002   | UA                | Manfred Stahnke                                                                                       | Orpheus Kristall                                                                                    | Simone Homem de Mello, nach dem Orpheus-Mythos |
| 4. Mai 2002   | UA                | Gerhard E. Winkler                                                                                    | Heptameron                                                                                          | Der Komponist, nach den gleichnamigen Erzählungen von Margarete von Navarra                                                                                           |
| 9. Mai 2002   | UA                | Jörg Widmann                                                                                          | Monologe für zwei                                                                                   | Vera Linhartova, Jürgen Becker, Christian Morgenstern |
| 12. Mai 2004  | UA                | Johannes Maria Staud                                                                                  | Berenice                                                                                            | Durs Grünbein, nach Edgar Allan Poe |
| 13. Mai 2004  | UA                | Qu Xiaosong                                                                                           | Versuchung                                                                                          | Wu Lan und Qu Xiaosong, nach einer traditionellen chinesischen Vorlage                                                                                                |
| 18. Mai 2004  | UA                | Vykintas Baltakas                                                                                     | Cantio                                                                                              | Sharon Lynn Joyce |
| 20. Mai 2004  | UA                | Mark Andre                                                                                            | "...22,13..."                                                                                       | Der Komponist |
| 25. Mai 2004  | UA                | Brian Ferneyhough                                                                                     | Shadowtime                                                                                          | Charles Bernstein |
| 5. Mai 2006   | UA                | Christoph Staude                                                                                      | WIR                                                                                                 | Hans-Georg Wegner, nach dem Roman WIR von Jewgenij Samjatin |
| 9. Mai 2006   | UA                | Aureliano Cattaneo                                                                                    | La Philosophie dans le labyrinthe                                                                   | Edoardo Sanguineti, nach dem Mythos vom Minotauros |
| 13. Mai 2006  | UA                | Alexandra Holtsch                                                                                     | Barcode                                                                                             | Cornel Franz |
| 18. Mai 2006  | UA                | José María Sánchez Verdú                                                                              | GRAMMA                                                                                              | Der Komponist |
| 17. Apr. 2008 | UA                | Enno Poppe                                                                                            | Arbeit Nahrung Wohnung                                                                              | Marcel Beyer, frei nach dem Roman Robinson Crusoe von Daniel Defoe |
| 18. Apr. 2008 | UA                | Klaus Lang                                                                                            | Architektur des Regens                                                                              | Nach dem Nō-Theater-Stück Shiga von Zeami Motokiyo |
| 22. Apr. 2008 | UA                | Felix Leuschner, Peter Nikolaus, Eunyoung Esther Kim, Martin von Frantzius                            | hin und weg: 1. Krieg ohne Schlacht, 2. Furcht, 3. MinutenSpuren, 4. Orangen                        | |
| 23. Apr. 2008 | UA                | Carola Bauckholt                                                                                      | hellhörig                                                                                           | |
| 30. Apr. 2008 | UA                | Jens Joneleit                                                                                         | Piero – Ende der Nacht                                                                              | Michael Herrschel, frei nach dem Roman Die Rote von Alfred Andersch                                                                                                   |
| 27. Apr. 2010 | UA                | Philipp Maintz                                                                                        | Maldoror                                                                                            | Thomas Fiedler, nach Les Chants de Maldoror von Comte de Lautréamont                                                                                                  |
| 28. Apr. 2010 | UA                | Márton Illés                                                                                          | Die weisse Fürstin                                                                                  | Nach dem ersten Entwurf des dramatischen Gedichts von Rainer Maria Rilke                                                                                              |
| 6. Mai 2010   | UA                | Jelena Dabić, Gregor A. Mayrhofer, Samy Moussa, Arash Safaian, Johannes X. Schachtner                 | Warum weiß ich nicht (Fünf Kurzopern)                                                               | Micaela von Marcard, Norbert Niemann, Claudio Pinto, Dorna und Arash Safaian                                                                                          |
| 8. Mai 2010   | UA                | Klaus Schedl, Tato Taborda, Ludger Brümmer                                                            | Amazonas – Musiktheater in drei Teilen: 1. Tilt, 2. Der Einsturz des Himmels, 3. Amazonas-Konferenz | Roland Quitt, Peter Weibel |
| 9. Mai 2010   | UA                | Lin Wang                                                                                              | Die Quelle                                                                                          | Die Komponistin und Can Xue, nach einer Geschichte von Can Xue |
| 3. Mai 2012   | UA                | Sarah Nemtsov                                                                                         | L’Absence                                                                                           | Die Komponistin, nach Livre des Questions von Edmond Jabès |
| 5. Mai 2012   | UA                | Eunyoung Kim                                                                                          | Mama Dolorosa                                                                                       | Yona Kim |
| 15. Mai 2012  | UA                | Leah Muir, Cathy van Eck, Inigo Giner Miranda, Abel Paúl, Yoav Pasovsky                               | A Game of Fives                                                                                     | |
| 16. Mai 2012  | UA                | Arnulf Herrmann                                                                                       | Wasser                                                                                              | Nico Bleutge |
| 7. Mai 2014   | UA                | Marko Nikodijević                                                                                     | Vivier                                                                                              | Gunther Geltinger |
| 8. Mai 2014   | UA                | Samy Moussa                                                                                           | Vastation                                                                                           | Toby Litt |
| 17. Mai 2014  | UA                | Dieter Schnebel                                                                                       | Utopien                                                                                             | |
| 19. Mai 2014  | UA                | Detlev Glanert                                                                                        | Die Befristeten                                                                                     | Nach Elias Canetti |
| 22. Mai 2014  | UA                | Héctor Parra                                                                                          | Das geopferte Leben                                                                                 | Marie NDiaye |
| 28. Mai 2016  | UA                | David Fennessy                                                                                        | Sweat of the Sun                                                                                    | nach Eroberung des Nutzlosen von Werner Herzog |
| 28. Mai 2016  | UA                | Simon Steen-Andersen                                                                                  | if this then that and now what                                                                      | Der Komponist |
| 29. Mai 2016  | UA                | Eloain Lovis Hübner, Rosalba Quindici, Benedikt Schiefer                                              | The Navidson Records                                                                                | Die Komponisten, Tassilo Tesche, Till Wyler von Ballmoos |
| 29. Mai 2016  | UA                | Neele Hülcker                                                                                         | Hundun (Performance und Installation von Judith Egger)                                              | |
| 30. Mai 2016  | UA                | Georges Aperghis                                                                                      | Pub - Reklamen (konzertant)                                                                         | Der Komponist |
| 31. Mai 2016  | UA                | Cathy van Eck                                                                                         | Phone Call to Hades                                                                                 | Die Komponistin |
| 1. Juni 2016  | UA                | Brigitta Muntendorf                                                                                   | Für immer ganz oben                                                                                 | Die Komponistin, Abdullah Kenan Karaca nach einer Erzählung von David Foster Wallace                                                                                  |
| 2. Juni 2016  | UA                | Stephanie Haensler                                                                                    | Mnemo/scene: Echos                                                                                  | Ariel Farace |
| 5. Juni 2016  | UA                | Genoël von Lilienstern                                                                                | Speere Stein Klavier                                                                                | Der Komponist, Christian Grammel, Elisabeth Tropper |
| 6. Juni 2016  | UA                | Hugo Morales Murguia                                                                                  | UNDERLINE                                                                                           | Deville Cohen nach Flatland von E.A. Abbott |
| 2. Juni 2018  | UA                | Yasutaki Inamori                                                                                      | Wir aus Glas                                                                                        | Gerhild Steinbuch |
| 2. Juni 2018  | UA                | Lam Lai, Vanissa Law                                                                                  | Bubble <3                                                                                           | Wilmer Chan, Nadim Abbas |
| 2. Juni 2018  | UA                | Clara Iannotta                                                                                        | Skull ark, upturned with no mast                                                                    | Die Komponistin |
| 6. Juni 2018  | UA                | Franco Bridarolli                                                                                     | Ein Porträt des Künstlers als Toter                                                                 | Davide Carnevali |
| 3. Juni 2018  | UA                | Frederik Neyrinck                                                                                     | Nachlassversteigerung                                                                               | Isabelle Kranabetter |
| 3. Juni 2018  | UA                | Marek Poliks                                                                                          | Interdictor (Installation)                                                                          | Marek Poliks |
| 4. Juni 2018  | UA                | Saskia Bladt                                                                                          | regno della musica - TERRA                                                                          | Anne Sofie Lugmeier |
| 4. Juni 2018  | UA                | Stefan Prins                                                                                          | Third Space (Tanztheater)                                                                           | Der Komponist, Daniel Linehan, Hiatus |
| 5. Juni 2018  | UA                | Miika Hyytiäinen, Nicolas Kuhn                                                                        | Königliche Membranwerke - Nomictic Solutions                                                        | Babylonia Constantinides |
| 6. Juni 2018  | UA                | Ondřej Adámek                                                                                         | Alles klappt                                                                                        | Katharina Schmitt |
| 6. Juni 2018  | UA                | Eleftherios Veniadis                                                                                  | Bathtub Memory Project (Installation)                                                               | Der Komponist, Eleni Efthymiou, Leonidas Giannakopoulos, Natasa Efstathiadi                                                                                           |
| 8. Juni 2018  | UA                | Ciao de Azevedo, Robin Becker, Felix Bönigk, Alexander Mathewson, Philipp Christoph Mayer             | Liminal Space                                                                                       | Kornelius Silvan Paede, Jakob Stillmark, Maximilian Zimmermann |
| 9. Juni 2018  | UA                | Trond Reinholdtsen                                                                                    | Die München "Ø" Trilogie                                                                            | Der Komponist |
| 15. Mai 2020  | UA                | Xuman, Keyti                                                                                          | Journal Rappé (Videoprojekt)                                                                        | Gerapptes, satirisch zugespitztes Nachrichtenprogramm in zehn Teilen (Uraufführungen vom 15. bis 26. Mai 2020, Koproduktion mit der Music In Africa Foundation)       |
| 14. Juni 2020 | UA                | Oscar Escudero, Belenish Moreno-Gil                                                                   | Subnormal Europe                                                                                    | Die Komponisten |
| 24. Juli 2020 | UA                | Cathy Milliken, Robyn Schulkowsky, Dietmar Wiesner und Kursteilnehmer der Münchner Volkshochschule    | ACH! Fast eine Funkoper                                                                             | Kathrin Röggla und Kursteilnehmer der Münchner Volkshochschule |
| 26. Sep. 2020 | UA                | Cathy van Eck, Schorsch Kamerun                                                                       | M (3) - Eine Stadt sucht einen Mörder                                                               | Schorsch Kamerun nach Fritz Lang und Thea von Harbou |
| 23. Jan. 2022 | UA Berlin         | Beat Furrer, Barblina Meierhans, Olga Neuwirth, Samir Odeh-Tamimi, Younghi Pagh-Paan, Christian Wolff | Once to be realised - Sechs Begegnungen mit Jani Christous "Project Files"                          | Konzept: Lenio Liatsou, Michail Marmarinos |
| 5. März 2022  | UA (Filmversion)  | Yair Klartag, Anda Kryeziu, Tobias Eduard Schick, Katharina Vogt                                      | Große Reise in entgegengesetzter Richtung                                                           | Ror Wolf |
| 5. März 2022  | UA (Filmversion)  | Fabià Santcovsky                                                                                      | Transstimme                                                                                         | Anja Hilling |
| 16. März 2022 | UA (Installation) | basierend auf einer Komposition von Eloain Lovis Hübner                                               | Opera und ihr Double                                                                                | basierend auf einem Text von Thomas Köck, Installation von Michael von zur Mühlen und Martin Miotk                                                                    |
| 7. Mai 2022   | UA                | Bernhard Gander                                                                                       | Lieder von Vertreibung und Nimmerwiederkehr                                                         | Serhij Zhadan |
| 8. Mai 2022   | UA                | Yoav Pasovsky                                                                                         | Davor                                                                                               | Projekt von Robert Lehniger |
| 10. Mai 2022  | UA                | Ann Cleare                                                                                            | The Little Lives                                                                                    | A. L. Kennedy |
| 11. Mai 2022  | UA                | Lucia Kilger, Nicolas Berge                                                                           | Good Friends Club                                                                                   | Konzept: Lucia Kilger, Nicolas Berge |
| 12. Mai 2022  | UA                | Polina Korobkova                                                                                      | Spuren                                                                                              | Polina Korobkova |
| 13. Mai 2022  | UA                | Øyvind Torvund                                                                                        | Plans for Future Operas                                                                             | Øyvind Torvund |
| 15. Mai 2022  | UA                | Malin Bång                                                                                            | The Damned and the Saved                                                                            | Pat To Yan |
| 31. Mai 2024  | UA                | Lucia Ronchetti                                                                                       | Searching for Zenobia                                                                               | Mohammad Al Attar |
| 1. Juni 2024  | UA                | Alvin Curran                                                                                          | Footnotes 1.2                                                                                       | Alvin Curran |
| 1. Juni 2024  | UA                | Kai Kobayashi                                                                                         | Shall I Build a Dam?                                                                                | Die Komponistin |
| 2. Juni 2024  | UA                | Carlos Gutiérrez Quiroga                                                                              | Territorios Duales / Doppelter Boden                                                                | Der Komponist, Tatiana López Churata |
| 3. Juni 2024  | UA                | Eve Georges, Jiro Yoshioka                                                                            | nimmersatt                                                                                          | Regie: Waltraud Lehner, Paulina Platzer |
| 4. Juni 2024  | UA                | Andreas Eduardo Frank, Patrick Frank                                                                  | Wie geht's, wie steht's                                                                             | Die Komponisten, Regie: Georg Schütky |
| 5. Juni 2024  | UA                | Du Yun                                                                                                | Die neuen Linien #1 The Gates are (nearly) open                                                     | Novoflot, Librettotexte: Ruth Weiss, Regie und Konzept: Sven Holm |
| 5. Juni 2024  | UA                | Yiran Zhao                                                                                            | Die neuen Linien #2 Turn Turtle Turn                                                                | Konzept, Regie, Dramaturgie, Texte: Oblivia |
| 7. Juni 2024  | UA                | Tamara Miller, Ted Hearne                                                                             | Die neuen Linien #3 In Passage                                                                      | Het Geluid, Rohan Chander, Konzept und Regie: Romy und Gable Roelofsen                                                                                                |
| 8. Juni 2024  | UA                | Mithatcan Öcal                                                                                        | Defekt                                                                                              | Libretto und Video: cylixe, Regie: Roscha A. Säidow |